# EPrix van Berlijn
De ePrix van Berlijn is een race uit het Formule E-kampioenschap. In 2015 was de race het toneel van de achtste Formule E-race uit de geschiedenis. De race wordt gehouden op het Tempelhof Airport Street Circuit. Het is de enige ePrix die in elk Formule E-seizoen werd verreden.

## Geschiedenis
De eerste ePrix van Berlijn werd gehouden op 23 mei 2015 op het Tempelhof Airport Street Circuit en werd gewonnen door Jérôme d'Ambrosio, die uitkwam voor het team Dragon Racing. De race werd oorspronkelijk gewonnen door Audi Sport ABT-coureur Lucas di Grassi, maar hij werd gediskwalificeerd omdat zijn voorvleugel niet aan de reglementen voldeed.
In 2016 werd de race verplaatst naar het Berlin Street Circuit in het centrum van Berlijn, nadat het Tempelhof Airport Street Circuit niet meer gebruikt kon worden vanwege huisvestingen voor vluchtelingen.
In 2017 keerde de race terug op het Tempelhof Airport Street Circuit, alhoewel op een gewijzigde layout van het circuit. Tevens werden er voor het eerst in de geschiedenis van de Berlijnse ePrix twee races gehouden in een weekend.
In 2020 werden drie verschillende layouts van het circuit gebruikt om in totaal zes races binnen negen dagen te organiseren. Hiervoor werd gekozen nadat de rest van de races werd afgelast vanwege de coronapandemie.

## Resultaten
| Editie | Seizoen   | Circuit         | Winnaar                                           | Tweede                                           | Derde                                                   | Pole position                                     | Snelste ronde                                     |
| ------ | --------- | --------------- | ------------------------------------------------- | ------------------------------------------------ | ------------------------------------------------------- | ------------------------------------------------- | ------------------------------------------------- |
| 1      | 2014-2015 | Tempelhof       | Jérôme d'Ambrosio Dragon Racing                   | Sébastien Buemi e.dams Renault                   | Loïc Duval Dragon Racing                                | Jarno Trulli Trulli GP                            | Nelson Piquet jr. NEXTEV TCR                      |
| 2      | 2015-2016 | Karl-Marx-Allee | Sébastien Buemi Renault e.Dams                    | Daniel Abt ABT Schaeffler Audi Sport             | Lucas di Grassi ABT Schaeffler Audi Sport               | Jean-Éric Vergne DS Virgin Racing Formula E Team  | Bruno Senna Mahindra Racing Formula E Team        |
| 3      | 2016-2017 | Tempelhof       | Felix Rosenqvist Mahindra Racing Formula E Team   | Lucas di Grassi ABT Schaeffler Audi Sport        | Nick Heidfeld Mahindra Racing Formula E Team            | Lucas di Grassi ABT Schaeffler Audi Sport         | Mitch Evans Panasonic Jaguar Racing               |
| 3      | 2016-2017 | Tempelhof       | Sébastien Buemi Renault e.Dams                    | Felix Rosenqvist Mahindra Racing Formula E Team  | Lucas di Grassi ABT Schaeffler Audi Sport               | Felix Rosenqvist Mahindra Racing Formula E Team   | Maro Engel Venturi Formula E Team                 |
| 4      | 2017-2018 | Tempelhof       | Daniel Abt Audi Sport ABT Schaeffler              | Lucas di Grassi Audi Sport ABT Schaeffler        | Jean-Éric Vergne Techeetah                              | Daniel Abt Audi Sport ABT Schaeffler              | Daniel Abt Audi Sport ABT Schaeffler              |
| 5      | 2018-2019 | Tempelhof       | Lucas di Grassi Audi Sport ABT Schaeffler         | Sébastien Buemi Nissan e.dams                    | Jean-Éric Vergne Techeetah                              | Sébastien Buemi Nissan e.dams                     | Lucas di Grassi Audi Sport ABT Schaeffler         |
| 6      | 2019-2020 | Tempelhof       | António Félix da Costa DS Techeetah               | André Lotterer TAG Heuer Porsche Formula E Team  | Sam Bird Envision Virgin Racing                         | António Félix da Costa DS Techeetah               | António Félix da Costa DS Techeetah               |
| 6      | 2019-2020 | Tempelhof       | António Félix da Costa DS Techeetah               | Sébastien Buemi Nissan e.dams                    | Lucas di Grassi Audi Sport ABT Schaeffler               | António Félix da Costa DS Techeetah               | Stoffel Vandoorne Mercedes-Benz EQ Formula E Team |
| 6      | 2019-2020 | Tempelhof       | Maximilian Günther BMW i Andretti Motorsport      | Robin Frijns Envision Virgin Racing              | Jean-Éric Vergne DS Techeetah                           | Jean-Éric Vergne DS Techeetah                     | Mitch Evans Panasonic Jaguar Racing               |
| 6      | 2019-2020 | Tempelhof       | Jean-Éric Vergne DS Techeetah                     | António Félix da Costa DS Techeetah              | Sébastien Buemi Nissan e.dams                           | Jean-Éric Vergne DS Techeetah                     | Sam Bird Envision Virgin Racing                   |
| 6      | 2019-2020 | Tempelhof       | Oliver Rowland Nissan e.dams                      | Robin Frijns Envision Virgin Racing              | René Rast Audi Sport ABT Schaeffler                     | Oliver Rowland Nissan e.dams                      | Lucas di Grassi Audi Sport ABT Schaeffler         |
| 6      | 2019-2020 | Tempelhof       | Stoffel Vandoorne Mercedes-Benz EQ Formula E Team | Nyck de Vries Mercedes-Benz EQ Formula E Team    | Sébastien Buemi Nissan e.dams                           | Stoffel Vandoorne Mercedes-Benz EQ Formula E Team | Nico Müller GEOX Dragon                           |
| 7      | 2020-2021 | Tempelhof       | Lucas di Grassi Audi Sport ABT Schaeffler         | Edoardo Mortara ROKiT Venturi Racing             | Mitch Evans Panasonic Jaguar Racing                     | Jean-Éric Vergne DS Techeetah                     | René Rast Audi Sport ABT Schaeffler               |
| 7      | 2020-2021 | Tempelhof       | Norman Nato ROKiT Venturi Racing                  | Oliver Rowland Nissan e.dams                     | Stoffel Vandoorne Mercedes-EQ Formula E Team            | Stoffel Vandoorne Mercedes-EQ Formula E Team      | Lucas di Grassi Audi Sport ABT Schaeffler         |
| 8      | 2021-2022 | Tempelhof       | Edoardo Mortara ROKiT Venturi Racing              | Jean-Éric Vergne DS Techeetah                    | Stoffel Vandoorne Mercedes-EQ Formula E Team            | Edoardo Mortara ROKiT Venturi Racing              | Lucas di Grassi ROKiT Venturi Racing              |
| 8      | 2021-2022 | Tempelhof       | Nyck de Vries Mercedes-EQ Formula E Team          | Edoardo Mortara ROKiT Venturi Racing             | Stoffel Vandoorne Mercedes-EQ Formula E Team            | Edoardo Mortara ROKiT Venturi Racing              | Nick Cassidy Envision Racing                      |
| 9      | 2022-2023 | Tempelhof       | Mitch Evans Jaguar TCS Racing                     | Sam Bird Jaguar TCS Racing                       | Maximilian Günther Maserati MSG Racing                  | Sébastien Buemi Envision Racing                   | Jake Dennis Avalanche Andretti Formula E          |
| 9      | 2022-2023 | Tempelhof       | Nick Cassidy Envision Racing                      | Jake Dennis Avalanche Andretti Formula E         | Jean-Éric Vergne DS Penske                              | Robin Frijns ABT CUPRA Formula E Team             | Sébastien Buemi Envision Racing                   |
| 10     | 2023-2024 | Tempelhof       | Edoardo Mortara Mahindra Racing                   | Norman Nato Andretti Formula E                   | Nick Cassidy Jaguar TCS Racing                          | Jean-Éric Vergne DS Penske                        | Oliver Rowland Nissan Formula E Team              |
| 10     | 2023-2024 | Tempelhof       | Jake Dennis Andretti Formula E                    | Norman Nato Andretti Formula E                   | António Félix da Costa TAG Heuer Porsche Formula E Team | Nick Cassidy Jaguar TCS Racing                    | Oliver Rowland Nissan Formula E Team              |
| 11     | 2024-2025 | Tempelhof       | Mitch Evans Jaguar TCS Racing                     | Pascal Wehrlein TAG Heuer Porsche Formula E Team | Edoardo Mortara Mahindra Racing                         | Mitch Evans Jaguar TCS Racing                     | Pascal Wehrlein TAG Heuer Porsche Formula E Team  |
| 11     | 2024-2025 | Tempelhof       | Nick Cassidy Jaguar TCS Racing                    | Jake Dennis Andretti Formula E                   | Jean-Éric Vergne DS Penske                              | Pascal Wehrlein TAG Heuer Porsche Formula E Team  | Nick Cassidy Jaguar TCS Racing                    |